# Eupithecia bergunensis
Eupithecia bergunensis là một loài bướm đêm trong họ Geometridae.